# Бісексуальне освітлення

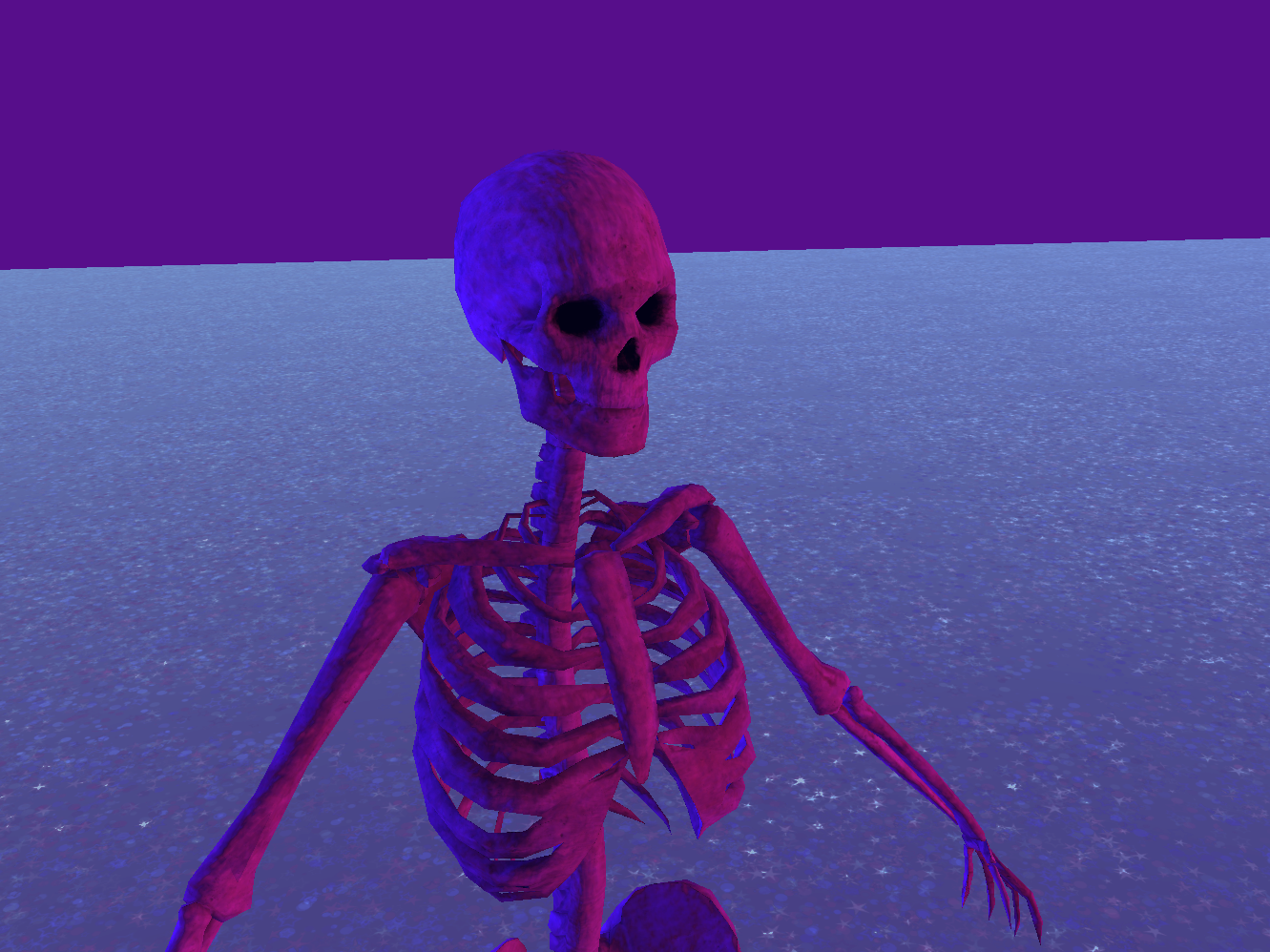
3D-рендер скелета, що демонструє бісексуальне освітлення

Бісексуальне освітлення (англ. bisexual lighting) — це одночасне використання рожевого, фіолетового та синього освітлення для представлення бісексуальних персонажів. Воно використовується у студійному освітленні для кіно та телебачення, що можна спостерігати в кінематографії різних фільмів. Хоча не всі фільми, телевізійні шоу, фотографії та музичні кліпи, які використовують таке освітлення, спрямовані на зображення бісексуальності, багато квір-митців свідомо використовують цю палітру кольорів у своїх роботах.
Деякі коментатори вважають рожево-блакитну палітру всього лиш посиланням до естетики 1980-х років. Воно нагадує неонове освітлення, а також асоціюється з ретровейвом.

## Символізм

Прапор бісексуалів, який використовує рожевий, фіолетовий і синій кольори

Джордж Пірпойнт з BBC News пише, що деякі користувачі соціальних мереж стверджують, що бісексуальне освітлення використовується як «візуальний прийом, що розширює можливості», який протидіє недостатньому представленню бісексуальності у візуальних медіа. Використані кольори можуть бути прямою посиланням до прапору бісексуалів. Ця тенденція набула популярності серед ЛГБТ-спільноти у 2017 році, особливо в соціальних мережах Twitter, Reddit і Pinterest. Саша Ґеффен написала на Vulture.com, що воно стало «твердим у своєму значенні», тоді як Нікі Ідіка з PopBuzz написала, що тепер воно «стало усталеною частиною бісексуального сторітелінгу в медіа». І хоча The Daily Dot поставив під сумнів чи «естетичне, чи культурне значення [було] на першому місці», вони також дійшли висновку, що ідея «прижилася». Компанія Pantone вибрала «ультрафіолетовий» кольором року у 2018 році, що, за словами BBC, відображає дедалі зростаюче використання цієї кольорової схеми.
Амелія Перрін розкритикувала тенденцію використання такого освітлення, коли бісексуальні персонажі з'являються на телебаченні та музичних відео, стверджуючи в Cosmopolitan, що цей візуальний образ «укорінює стереотипи про бісексуальність». Перрін стверджує, що такий тип освітлення зазвичай створюється неоновими вогнями, які нагадують глядачеві «клуби та танцмайданчики», і це натякає, що «бісексуальні зв'язки та стосунки — це лише „експерименти“, які трапляються лише тоді, коли ви п'яні під час вечірки».
За словами Джесіки Мейсон з The Mary Sue, фіолетовий колір — поєднання кількох чистих спектральних кольорів — історично використовувався для представлення «королівської влади та божественного», а також «магії, інопланетян і невідомого».

## Історія
Згідно з BOWIE Creators, концепція бісексуального освітлення була винайдена у 2014 році фанатом Шерлока на Tumblr, який вважав, що освітлення використовується для того, щоб сигналізувати про те, що доктор Ватсон є бісексуалом і пізніше вступить до романтичних стосунків з Шерлоком Холмсом. Цей короткий приклад бісексуального освітлення не мав прямого впливу на інші шоу, фільми чи музичні відео, які його містили, але все-таки породив ідею, що бісексуальні теми можна виразити за допомогою цієї колірної схеми. Приблизно у 2017 році ліві ютубери, як-от ContraPoints (яка на той час ідентифікувала себе як бісексуалка), почали освітлювати свої відео рожевим, фіолетовим та синім неоновим світлом. Використання бісексуального освітлення стало популярним мемом у 2018 році у Twitter, прикладом чого слугують численні Twitter-тредами, у яких демонструються приклади того, як ця схема освітлення стала вірусною, а також фотографії тварин з бісексуальним освітленням, які широко поширилися в соціальних мережах.

## Приклади

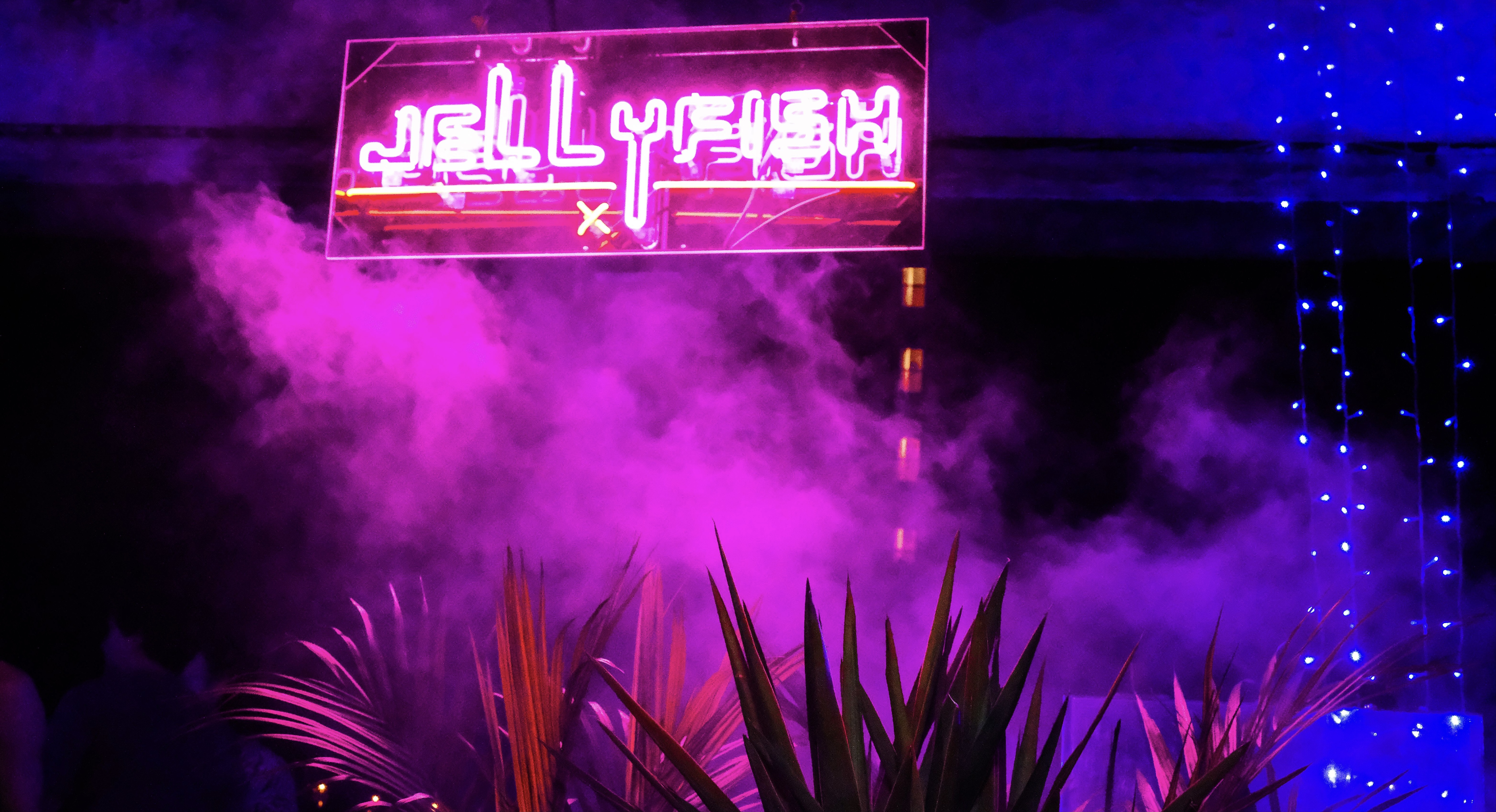
Танцювальна вечірка з бісексуальним освітленням

Таке освітлення використовується в численних телевізійних і кінематографічних медіа, як правило, у сценах із зображенням бісексуальних персонажів. У фільмах «Неоновий демон», "Атомна блондинка" та «Чорна пантера» використовується освітлення з синім, рожевим та фіолетовим кольорами. Схожим чином у відзначеному нагородами епізоді «Чорного дзеркала» «San Junipero», а також в епізодах з антології святкових жахів Blumhouse Into the Dark, зокрема «I'm Just F*cking with You», «Midnight Kiss» і «My Valentine», було використано цю візуальну естетику. Пізніше виявилось, що таке освітлення також використовують телесеріали «Рівердейл», «Місто місячного променя», «Вбивство Джанні Версаче: Американська історія злочинів», «Вольтрон: Легендарний захисник» і «Будинок сови», а також фільм «Хижі птахи» 2020 року. У третьому епізоді Локі, «Ламентіс», таке освітлення представлено в сцені, де головний герой розкриває свою бісексуальність.
Бісексуальне освітлення також присутнє у відеокліпах Жанель Моне «Make Me Feel», Демі Ловато «Cool for the Summer» і Аріани Ґранде «7 Rings». Термін використовувався для опису «електричного синього та пурпурно-рожевого вогнів», які спалахують під час виконання пісні Гаррі Стайлза «Medicine», коли він виконував її на турі, та в музичному відео Lil Nas X для «Panini». Cosmopolitan зазначає, що деякі шанувальники Тейлор Свіфт посилалися на присутність цієї колірної палітри на обкладинці її альбому Lover як доказ на користь давно спростованих теорій фанатів про те, що вона бісексуалка і в якийсь момент зустрічалася з Карлі Клосс.
Лара Томпсон, викладач кіно в Мідлсекському університеті, стверджує, що бісексуальне освітлення не є широко відомим явищем, заявляючи: «Мені потрібно побачити більше прикладів, перш ніж я вважатиму бісексуальне освітлення цілком реальним явищем». За словами Ліліан Хохвендер, яка пише в Polygon: «Бісексуальне освітлення часто здається всюдисущим, навіть якщо в полі зору немає натяку на бісексуальність… Це кольори магії у фентезі, інопланетні пейзажі у науковій фантастиці та неонове освітлення кіберпанкових сетингів і нічних клубів. Таким чином, у той час, як користувачі Twitter і медіа-критики відзначають бі-освітлення у John Wick 3, Blade Runner 2049, Color Out of Space, Orphan: First Kill, Bingo Hell, Men in Black: International, Bullet Train і Spider-Man: Into the Spider -Верше, для цього часто застосовується менш гейська логіка.»
Використання бісексуального освітлення стало популярним мемом у 2018 році у Twitter, прикладом чого слугують численні Twitter-тредами, у яких демонструються приклади того, як ця схема освітлення стала вірусною, а також фотографії тварин з бісексуальним освітленням, які широко поширилися в соціальних мережах. У 2022 році бісексуальне освітлення було помічено в серіалі Netflix Heartstopper і HBO Euphoria, відзначеному премією «Еммі». Бісексуальний фільм шкіряної субкультури 2022 року Будь ласка, дитинко, будь ласка широко використовував бісексуальне освітлення протягом усього фільму.